# Língua negidal
Negidal (também Neghidal) é uma língua Tungúsica falada no Extremo Oriente Russo, principalmente no Krai de Khabarovsk, ao longo do curso inferior do Rio Amur. Negidal pertence ao ramo setentrional das Tungúsicas, junto com as línguas Evenki e Even. É particularmente próximo ao Evenki, na medida em que é ocasionalmente referido como um dialeto de Evenki.

## Language Status
Segundo o Censo Russo de 2002, havia 567 Negidais, dos quais 147 ainda falavam a língua. O Censo Russo de 2010 relatou números mais baixos de falantes, com apenas 19 dos 513 falantes nativos ainda falando a língua.
No entanto, relatórios recentes do campo revelam que a situação lingüística de Negidal é muito pior do que os relatórios do censo. Segundo Kalinina (2008) , cujos dados derivam do trabalho de campo realizado em 2005-2007, restam apenas três falantes completos e poucos semifalantes. No relatório Pakendorf & Aralova (2018) do trabalho de campo realizado em 2017 consta que restam apenas seis falantes ativos de Alto Negidal e não há falantes do Negidal Inferior. A linguagem está por isso classificada como severamente ameaçadada e está prevista para ficar dormente na próxima década.

## Dialetos
Havia antigamente dois dialetos: o dialeto Negidal Superior ("Verkhovskoj" em russo) ao longo do rio Amgun (aldeia de Vladimirovka), ainda falado residualmente, e o agora extinto dialeto “Inferior” (Nizovskoj) nos seus alcances mais baixos (aldeias de Tyr e Beloglinka, a cidade de Nikolaevsk-on-Amur). O dialeto inferior era especialmente próximo ao Evenki.

## Escrita
A língua Negidal usa o alfabeto cirílico russo de 33 letras mais três letras específicas para a língua, porém, as letras ё, ж, з, ф, ц, ш, щ, ъ, ы, я são usados apenas em palavras e nomes russos.